# You're the Worst
You're the Worst is een Amerikaanse tragikomische televisieserie van de hand van Stephen Falk. De première van de serie vond plaats op 17 juli 2014. De serie werd oorspronkelijk uitgezonden op FX en later overgenomen door FXX.

## Verhaal
Nadat de Engelse Jimmy Shive-Overly zijn Amerikaanse ex-verloofde Becca "nee" heeft horen zeggen op zijn huwelijksaanzoek, heeft hij zich ontwikkeld tot een egocentrische, pretentieuze en arrogante schrijver. Hij vermoedt dat Becca's afwijzing hem heeft gemaakt tot de cynische einzelgänger die hij is. Hij is daar content mee, omdat hij meent dat hij nu precies is wie hij moet zijn om goede literatuur te kunnen produceren. Hij doet niet aan vriendschappen, relaties of sociaal gewenst gedrag en leeft van de opbrengst van zijn debuutroman. Daarnaast schrijft hij artikelen voor glossy's om de tegenvallende inkomsten uit de royalty's voor zijn boek aan te vullen.
Wanneer Jimmy op straat zijn voormalige marihuanadealer Edgar Quintero tegenkomt, blijkt die aan lager wal te zijn geraakt. Hij heeft in de Irakoorlog een posttraumatische stressstoornis opgelopen en is dakloos. Jimmy biedt hem puur uit beleefdheid aan dat hij 'ooit' wel een keer bij hem kan logeren, waarop Edgar onmiddellijk bij hem intrekt. Jimmy gebruikt hem in ruil daarvoor als kok en huisknecht. Edgar laat dit gebeuren terwijl hij probeert zijn leven op de rails te krijgen.
Als Jimmy besluit de bruiloft van Becca en haar nieuwe partner Vernon Barbara te gaan verstieren, ontmoet hij daar de cynische, doelloos door het leven feestende en - naar later blijkt - met klinische depressies kampende Gretchen Cutler. Ze komen overeen dat relaties stom zijn en besluiten een onenightstand zonder enige verplichting te hebben. Hoewel ze zich daarna allebei hevig verzetten tegen hun toch ontstane gevoelens, groeien ze stukje bij beetje dichter naar elkaar toe.
Gretchen werkt intussen als pr-agente voor een raptrio bestaand uit de ongeremde Sam Dresden en zijn secondanten Shitstain en Honeynutz. Haar verdere vrije tijd besteedt ze drinkend of mensen treiterend samen met haar nymfomane en ziekelijk opportunistische beste vriendin Lindsay Jillian, de jongere zus van Becca. Lindsay is getrouwd met de rijke, maar haar te burgerlijke en haar niet bevredigende Paul en heeft grote moeite zichzelf ervan te blijven overtuigen een goede echtgenote te zijn.

## Rolverdeling

### Hoofdrollen
- Chris Geere als Jimmy Shive-Overly.
- Aya Cash als Gretchen Cutler.
- Desmin Borges als Edgar Quintero.
- Kether Donohue als Lindsay Jillian.

### Bijrollen
- Janet Varney als Becca Barbara
- Todd Robert Anderson als Vernon Barbara
- Allan McLeod als Paul Jillian
- Shane Francis Smith als Killian Mounce
- Brandon Mychal Smith als Sam Dresden
- Darrell Britt-Gibson als Shitstain
- Allen Maldonado als Honeynutz
- Stephen Schneider als Ty Wyland
- Mageina Tovah als Amy Cadingle
- Collette Wolfe als Dorothy Durwood
- Tessa Ferrer als Nina Keune